# Gnotus plectisciformis
Gnotus plectisciformis là một loài tò vò trong họ Ichneumonidae.